# 林德鎮區 (伊利諾伊州格林縣)
林德鎮區（英語：Linder Township）是位於美國伊利諾伊州格林縣的一個行政鎮區。

## 地方資料
根據2010年美國人口普查的數據，林德鎮區的面積為89.65平方千米，當中陸地面積為89.60平方千米，而水域面積為0.05平方千米。當地共有人口325人，而人口密度為每平方千米3.63人。